# Kálmán Farkas
Kálmán Farkas (Siómaros (Veszprém megye), 1838. október 15. – Gyoma, 1906. október 2.) református lelkész, zenetörténész, zeneszerző.

## Élete
Siómaroson született, ahol apja, Kálmán József lelkész volt. A család, amelyből származott, a Rákóczi idők óta folyton a papi pályán működött. A népiskolát Városhidvégen kezdte, ahol apja 1845-ben pap lett; 1848-ban a gyönki gimnáziumban tanult; öt osztályt végzett itt Filó Lajos, Kis Gábor és más tanárok vezetése alatt. Gyönki iskolatársai voltak többek között Tolnai Lajos író, publicista és későbbi sógora Kulifay Elek református lelkész, egyházszervező. További tanulmányai folytatására, 1852 őszén Pápára ment. Ugyanekkor, mint a zenében és énekben legjártasabb ifjú, karelnök és az ifjúsági zenekar vezetője és egyszersmind ifjúsági könyvtárnok is volt. Ez idő alatt nyert az összes zenetudományban Vid Károly ügyvéd és jeles zenész és Hannig Károly római katolikus kántor útmutatása folytán alaposabb kiképeztetést és már ekkor annyira vitte a hegedülést, hogy a pápai római katolikus nagytemplomban a zenekarban rendesen közreműködött. Elvégezvén a teológiát, 1859 őszén Pátkára (Fehér megye) ment akadémiai rektornak. 1863-ban letette az első papi vizsgát és Szabadszálláson, majd Kiskunhalason, végül Vajszlón káplánkodott. 1868-ban Madocsa, 1876-ban Sósvertike, 1878-ban Gyűd, végül 1885-ben Gyoma választotta rendes lelkészül. Tagja volt a dunamelléki énekügyi bizottságnak. Legalaposabb ismerője a protestáns énekügynek, kivált történeti tekintetben; hathatósan működött az énekügy reformja mellett, melyet még 1862-ben pendített meg a Protestáns Egyházi és Iskolai Lapban.

## Írásai
Cikkei különösen énekügyiek, a Protestáns Egyházi és Iskolai Lapban (melynek 1862 óta munkatársa, 1877-78. Falusi tapasztalatok Vigil álnévvel, egyháztársadalmi czikksorozat, 1878. Az énekes könyvről, 1879. Régi egyházi dallamainkról, Énekszerzők, 1880. Töredékek a magyar ref. énektörténelemből, Énekszerzők, 1881. A nagy-dobszai énekes könyv, Az új énekes könyvről, A bártfai énekes könyv, 1882. Temetési énekek és szertartások, 1883. A Batthyányi-codex, 1884. A kecskeméti codex, Az ó-budai graduál, 1886. Egy «szó», énektörténelmi excursio, Dömötör Károly nagyharsányi ref. lelkész, 1887. Kolosy Elvira emlékezete, Emlékezés Édes Albertre sat.); a Prot. Tudom. Szemlében (1869. Észrevételek a «Jakab levelének viszonya Pál leveleihez» cz. czikkre, 1870. A hitről exegetikai értekezés Böhm K. ág. ev. theologus ellen); a Zenészeti Lapokban (1880-81. Pro aris et focis, polemiák Bogisich Mihálynak A ker. egyház őszenéje c. munkája ellen), az Egyet. Philol. Közlönyben (1884. A sárospataki codex); a Debreczeni Prot. Lapban (1885. Huszár Gál énekes könyve 1574, 1891. Anno 1698. irodalomtörténeti excursio a ref. halotti énekes könyvről); a Figyelőben (XXI. 1886. Adalékok a XVI. és XVII. század irodalomtörténetéhez); a Sárospataki Lapban (1887. Interpraetationes, Egy kis felvilágosítás, az énekügyről); a Téli Ujságban (1887. Emlékezzünk régiekről, a zsoltárírók 1888. Egy torony története); az Egyetértésben (1895. 108. sz. A magyar nótákról, 210., 226. sz. A dalszöveg); írt még az Ellenőr c. politikai napilapba és a magyar és német humorisztikus lapokba A, a+b, Névtelen, Vig ferke, Hepcziás, Nagy Bőgős sat. álnevek alatt. Több dalt is szerzett, melyek elterjedtek.

## Munkái
- Éneklőkar, avagy azoknak a tudósoknak és sz. poétáknak életrajza, kik által magyarországi reformátusok most használatban levő «énekes könyvé»-ben foglalt énekek szereztettek. Budapest, 1880. (Ism. Prot. Egyh. és Isk. Lap 1881. 1. sz.)
- Uj Magyar Athenás, Újabbkori magyar protestáns egyházi írók életrajz-gyűjteménye. Uo. 1882-85. (Sz. Kiss Károlylyal és Bierbrunner Gusztávval együtt.)
- Kuruc világ, dalok Thaly Kálmán verseire (1904).

### Kéziratban
Két műve kéziratban maradt:
- Adalékok  a XVI.  és  XVII.  század énektörténetéhez.
- Éneklexikon, az 1711-ig  magyarul  megjelent összes énekgyűjtemények  ismertetése.